# Morane-Saulnier MS.406
Morane-Saulnier MS.406 var ett franskt jaktplan som började byggas av Morane-Saulnier år 1938. Till numerären var det Frankrikes viktigaste flygplan under det andra världskrigets inledande skeden.
Flygplanstypen var i det hela förskonad från konstruktionsproblem, men hade en svag motor och svag bestyckning i jämförelse med den generation av jaktplan som började dyka upp vid denna tid. Det mest kritiska var att den utklassades av tyska Messerschmitt Bf 109E under de viktiga första dagarna av slaget om Frankrike. Trots att det var ett av de få moderna jaktplan som producerats i stort antal fram till kriget ledde dess tillkortakommanden i flygegenskaper och lätta bepansring till att de franska piloterna led stora förluster. Konstruktionen var fullt tillräcklig under de tidiga skeendena av kriget (det så kallade Låtsaskriget), men när kriget bröt ut på allvar år 1940 förlorades 400 flygplan i strid och på marken mot endast 175 segrar. Finländarna skulle komma att tillföra ytterligare 121 segrar med detta flygplan och det bästa finländska Moraneässet, flygmästare Urho Lehtovaara, uppnådde 15 luftsegrar med Morane (av sina totalt 42 segrar). Finländarna kallade flygplanet för Murjaani (svartmyr), en ordlek på dess ursprungliga namn och Mätimaha (rommage) och Riippuvatsa (hängbuk) på grund av dess speciellt utformade flygkropp.

## Utveckling
Flygplanet konstruerades ursprungligen av Morane-Saulnier för att möta den franska regeringens specifikationer av år 1934. Morane-Saulnier hade tidigare tillverkat parasol monoplan. Flygplanet gjorde sin första flygning år 1935 som MS.405. Sjutton exemplar av prototypflygplanet MS.405 tillverkades, och efter detta började man serietillverka produktionsversionen MS.406. Produktionen inleddes i januari 1939 och leveranserna till det franska flygvapnet inleddes i mars, trots att bristen på motorer gjorde sitt för att försena produktionen. Senare versioner av flygplanet fick mera pansar och starkare bestyckning.
Efter Frankrikes fall erövrade tyskarna ett stort antal MS.406 och MS.410. Luftwaffe använde en del för träning och sålde en del. De deltog i strid i Syrien mot Royal Air Force, och även Finland köpte ett antal. Flygplanskonstruktören Aarne Lakomaa fann att de kunde utrustas med ryska motorer som togs från erövrade flygplan vilket förvandlade dem från närmast obsoleta till att väl kunna stå sig mot de bästa ryska jaktflygplanen vid den tiden. De finska flygplanen utrustades även med tyska automatkanoner. Några exemplar gavs till Italien och Kroatien. Därtill använde både Schweiz och Turkiet flygplanstypen.

## Franska varianter

### MS.405
År 1934 gav Service Technique Aéronautique, Armée de l'Airs aeronautiska tekniska tjänst, en förfrågan om ett nytt, modernt, ensitsigt jaktplan (som de kallade C1-konstruktionen). Den skulle vara ett enkelvingat flygplan med infällbart landställ.
Morane-Saulniers svar kom i form av MS.405, ett lågvingat monoplan av olika konstruktionsmaterial där duk täckte flygplanets bakre träkonstruktioner, medan resten av flygplanet täcktes av Plymax, en blandning av metall och trä på ett skelett av duraluminium. Plymax bestod av ett tunt lager av duraluminium som var fäst till ett tjockare lager av plywood. Detta flygplan var Morane-Saulniers första lågvingade monoplan, med sluten sittbrunn och infällbart landställ. Innan MS.405 var deras därförinnan modernaste konstruktioner parasol monoplan med fasta landställ.
Den nya Hispano-Suiza HS 12Y-grs-motorn på 860 hk (640 kW) drev en tvåläges Chauvièrepropeller som användes i den första prototypen som flög den 8 augusti 1935. Utvecklingen gick långsamt och den andra prototypen som hade en 900-hästkrafters (670 kW) HS 12Y-motor flög inte förrän den 20 januari 1937, nästan ett och ett halvt år senare. Det nya flygplanet nådde en hastighet om 443 km/h med den nya motorn och detta var tillräckligt snabbt för att säkra en order för ytterligare 16 förproduktionsexemplar, vart och ett något förbättrat från det föregående.

### MS.406
Resultatet av dessa förändringar kom att bli MS.406. De största förändringarna var en ny vinge som minskade vikten samt en infällbar kylare under flygkroppen. Den nya HS 12Y-31-motorn (860 hk/640 kW) gjorde att den nya konstruktionen var 8 km/h snabbare än MS.405 med sina 489 km/h. Beväpningen bestod av en automatkanon (antingen en 20 mm Hispano-Suiza HS-9 eller en HS-404) med 60 skott, som sköt mellan motorns cylinderrader, samt två 7,5 mm MAC 1934 kulsprutor i vingarna med 300 skott var.
Vid denna tidpunkt var ett krig mot Tyskland en stor möjlighet och Armée de l'Air beställde 1 000 flygplan i mars 1938. Morane-Saulnier kunde inte på långa vägar när tillverka så många flygplan i sin egen fabrik och en andra tillverkningslinje startades vid SNCAOs statliga fabriker i Saint-Nazaire. Produktionen inleddes sent år 1938 och det första serieproducerade exemplaret flög den 29 januari 1939. Leveranserna drog ut på tiden eftersom det var svårt att få tag på motorer för flygplanen.
I april 1939 levererade produktionslinjerna sex flygplan per dag och när kriget bröt ut den 3 september 1939 hade produktionstakten stigit till elva flygplan per dag och man hade 535 flygplan i tjänst. Produktionen av MS.406 avslutades i mars 1940, efter att alla 1 000 flygplan hade levererats till Armée de l'Air och ytterligare 77 till utländska kunder, däribland 45 till Turkiet. De order som lagts av Litauen och Polen kunde inte fullföljas på grund av krigets utbrott.

### MS.410
Medan MS.406 kom i tjänst år 1939, inledde man en uppgradering av konstruktionen. Resultatet kom att bli MS.410, som hade en starkare vinge, en enklare kylare som inte kunde fällas in, fyra bältmatade MAC-kulsprutor i stället för de två tidigare trummagasinkulsprutorna samt avgasutblås för mera kraft. Flygplanet kunde nu komma upp i en topphastighet om 509 km/h, d.v.s. en förbättring om 16 km/h i jämförelse med MS.406.
Produktionen hade just inletts när Frankrike föll och enbart fem exemplar hade färdigställts. Produktionen tilläts fortsätta under tysk kontroll och man började bygga om gamla MS.406 till MS.410, men många av dessa fick enbart den nya vingen.

### MS.411, MS.412
Ett enda exemplar av versionen MS.411 byggdes genom att man byggde om det tolfte förproduktionsflygplanet och gav den MS.406:ans vinge och HS 12Y-45 motorn med sina 1 000 hk (750 kW). En senare modifikation påbörjades och gavs namnet MS.412 (HS 12Y-51; 1 050 hp (780 kW)), men den kom inte att färdigställas innan kriget tog slut.

### MS.450
År 1939 började Hispano leverera prototyper av den nya Hispano-Suiza 12Z-motorn på 1 300 hk (970 kW). En av dem modifierades för att passa en modifierad MS.410 för att bli MS.450, som hade dramatiskt förbättrade flygegenskaper, speciellt på högre höjder. Motorn hann dock inte tas i produktion innan Frankrike föll och Dewoitine D.520 som även modifierats för att bära motorn (D.523/D.551) ansågs vara en bättre konstruktion för motorn.

## Schweiziska varianter

### D-3800
År 1938 köpte Schweiz tillverkningslicensen för MS.406 och började tillverka den under namnet D-3800. Två av förproduktionsexemplaren MS.405 färdigställdes som MS.406H och sändes till Schweiz för att fungera som modellflygplan sent år 1938 och tidigt år 1939. Dessa exemplar hade den tidigare vingkonstruktionen men erhöll den nyare 12Y-31-motorn som fanns i MS.406.
Förproduktionen började med en serie om åtta flygplan från EKW som hade motorer som tillverkats av Adolph Saurer AG. Propellern var den nya Esher-Wyss EW-V3 som kunde justeras under gång. Instrumenten var av schweizisk design. 
Den franska trummatade HS-404 kanonen i motorn byttes ut mot en schweizisk bältmatad 20 mm W+F FM-K-38 automatkanon med 90 patroner. 20 mm W+F FM-K-38 hade en eldhastighet av 400 rpm vilket var relativt lågt i jämförelse med andra automatkanoner under andra världskriget som Oerlikon, HS-404 och MG 151. Dock vägdes detta upp i och med att den avfyrade en väldigt kraftfull patron, en 20x139 mm patron. Denna patron hade en utgångshastighet mellan 930 och 1 010 meter per sekund beroende på projektil. Detta var 100 till 200 meter per sekund mer än en 20 mm HS-404 patron till exempel.
De franska trummatade MAC-kulsprutorna ersattes av schweiziska bältmatade 7,45 mm W+F Fl MG 29 kulsprutor med 480 patroner per kulspruta. 
Förproduktionsexemplaren följdes av en order om ytterligare 74 flygplan, som alla levererades fram till augusti 1940. År 1942 tillverkades ytterligare två exemplar med hjälp av reservdelar som ursprungligen satts åt sidan för den ursprungliga produktionen.
År 1943 fick de kvarvarande flygplanen en ny kylning och hydrauliska installationer, samt utrustades med nya avgasutblås. Dessa modifikationer var av samma standard som D-3801-serien, vilket gjorde dem identiska med undantag för motorn.
1944 var D.3800 helt föråldrad och började användas enbart för träning. I mitten av 1944 fick D.3800 attackkapacitet av två stycken bombfästen. En 50 kg bomb kunde fästas under varsin vinge. Detta användes enbart för bombfällningsträning. Senare ersattes bomberna av 6 stycken Oerlikonraketer typ 8 cm Flz.-Rakete som fästes under vingarna. Även dessa användes i träningssyfte då dessa raketer användes av schweiziska P-51 och Vampire jaktplan samt deras egna EKW C-36.
De sista planen skrotades år 1954.

### D-3801

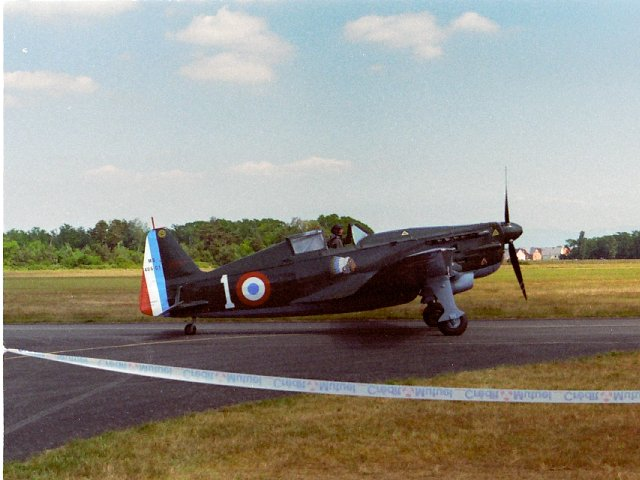
D-3801, en schweizisk utveckling av MS-412, här ommålad till en fransk MS.410.

Schweizarna tog över MS.412 projektet och konstruerade D-3801.
D.3801 var lik deras D.3800 men hade många ändringar gjorda. Motorn byttes ut mot en starkare Hispano-Suiza 12Y51-motor med 1050 hästkrafter vilket ökade maxhastigheten till 535 km/h och stighastigheten till 16,2 m/s. Antennen flyttades fram på nosen och stjärtskidan byttes ut mot ett draghjul. Den hade samma schweiziska instrument, propeller och vapen som D.3800. 
Produktion påbörjades 1941 och fortsatte fram till 1945 när 207 exemplar var färdiga. Ytterligare 17 byggdes av reservdelar mellan 1947 och 1948.
Som D.3800 blev D.3801 träningsflygplan mot slutet av kriget och fick samma bomb- och raketuppgraderingar. De förblev i tjänst som träningsflygplan och målbogserare fram till 1959.

### Doflug D-3802
Schweiz började planera en ersättare för D.3801 1942 och frågade Schweiziska Dornier-Werke AG, kort Doflug, ett schweiziskt dotterföretag till Tyska Dornier, om de kunde utveckla ett nytt jaktplan baserat på D.3801. De valde att använda konceptet av MS.450 men utvecklade det till ett mycket modernare flygplan.
Skevrodret och vingarna blev kantigare som på en P-51 och motorn blev en 1250 hk Saurer (Hispano-Suiza) YS-2 12-cylinder radmotor med en 4-bladspropeller.
Flygplanet fick namnet D.3802 och prototypen (J-401) flög den 29 september 1944. D.3802 var det första flygplanet i MS.406-familjen att ha en maxhastighet över 600 km/t. Dess maxhastighet låg mellan 629 och 638 km/t beroende på höjd med en stabil hastighet av 615 km/t på 6500 meter. Stighastigheten låg på en genomsnittlig 15 m/s upp till 7000 meter.
Motorkanonen blev en schweizisk variant av HS-404 kallad 20 mm Flugzeugmotorkanone (Flygplansmotorkanon) Hispano-suiza FM-45 HS. Den var utvecklad i Schweiz och var bältmatad med en utgångshastighet på ca 875 m/s och eldhastigheten var 780 rpm. Vingbeväpningen utgjordes av 4 stycken 7.45 mm W+F Fl Mg.29 kulsprutor.

### Doflug D-3802A

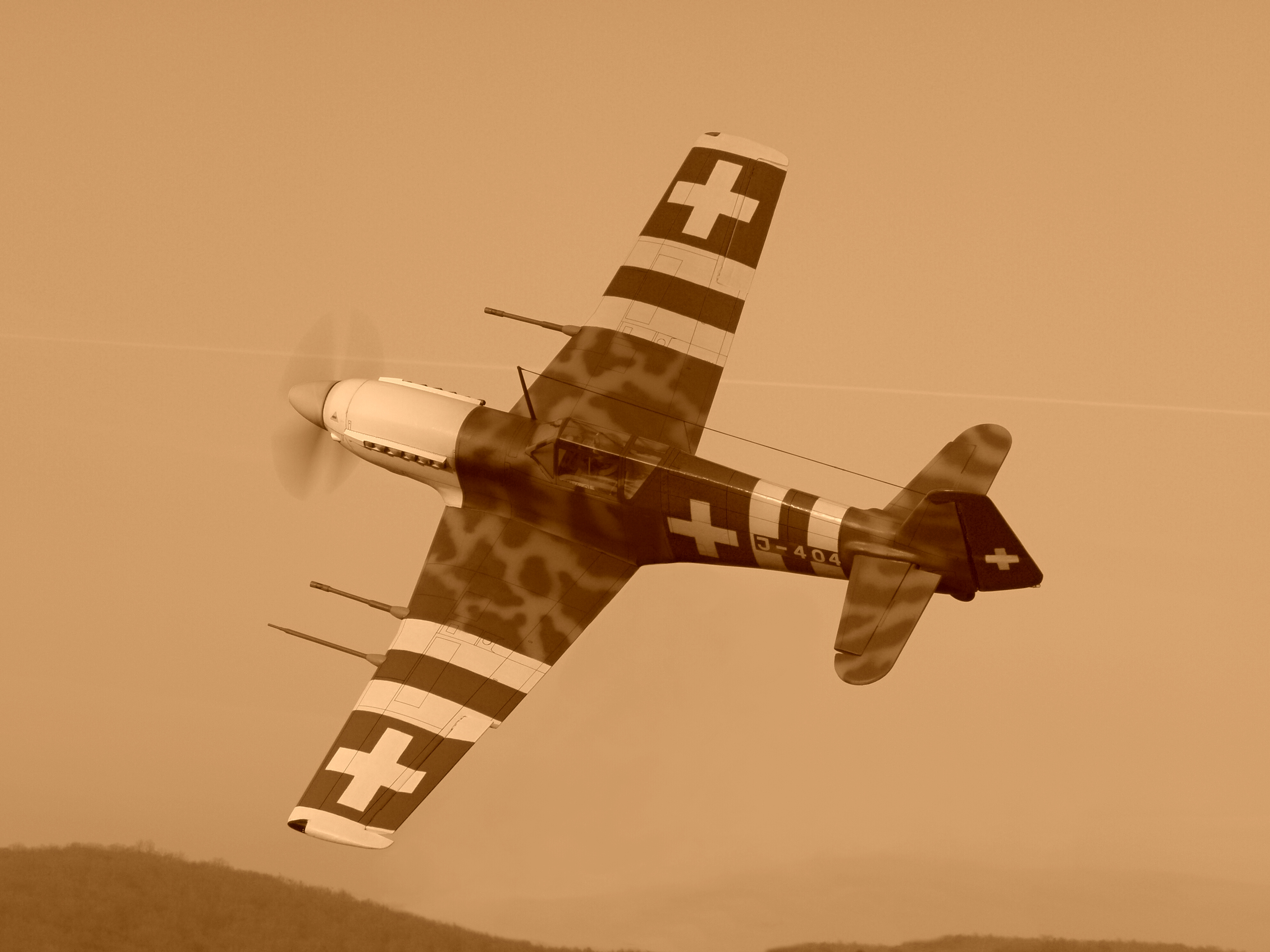
Doflug D.3802A

Det schweiziska flygvapnet beställde 11 förproduktionsflygplan av D.3802 kallade D.3802A.
Vingbeväpningen uppgraderades till två 20 mm Flugzeugflügelkanone (Flygplansvingkanon) Hispano-suiza FF-45 HS på D.3802A.
D.3802A flög för första gången den 18 maj 1946. Trots att D.3802A presterade bra beställdes inga produktionsflygplan. Man valde att köpa begagnade P-51 istället. Trots detta gjorde de 11 förproduktionsflygplanen J-403 till J-414 tjänst från 1947 till 1956 i Fl.Kp. 17 (Flieger Kompanie 17, känd sedan 1952 som Fliegerstaffel 17).
Efter att D.3802A gått ur tjänst skrotades de flesta planen och trots att vissa källor nämner att vissa individer sparades som museiföremål, finns inget utställt på museum idag.

### Doflug D-3803
Under byggandet av D.3802A började man även konstruera dess uppföljare D.3803. 
D.3803 var det första flygplanet i MS.406-familjen att få större ändringar på flygkroppen. Stjärtpartiet skars ner bakom cockpiten så man kunde installera en modern "all vision"-cockpit. Det vill säga en cockpit där man kan se runt om hela planet, tidigare plan hade begränsad syn bakåt. Liknande uppgraderingar hade gjorts på flygplan som P-47, P-51 och Spitfire. Resten av flygplanet var detsamma som D.3802A förutom motorn som nu hade uppgraderats till en 1430 hk licensbyggd Hispano-Suiza YS-3 12-cylinder radmotor. 
Den flög för första gången i maj 1947. Med den starkare motorn ökade maxhastigheten med ungefär 45 km/t på alla höjder. 680 km/t uppnåddes på 7000 meter. Motorn visade sig vara krånglig vilket gjorde att den schweiziska regeringen hann bestämma sig för att köpa begagnade P-51 när alla problemen blev lösta. 
D.3803 blev som sin tidigare version D.3802A aldrig massproducerad. Prototypen skrotades dock inte och gjorde tjänst med de tidigare varianterna i Fl.Kp. 17 (Flieger Kompanie 17, känd sedan 1952 som Fliegerstaffel 17). 
Det är inte känt om D.3803 sparades för eftervärlden.

## Moranes i Finland

### MS.406 & 410 i Finland

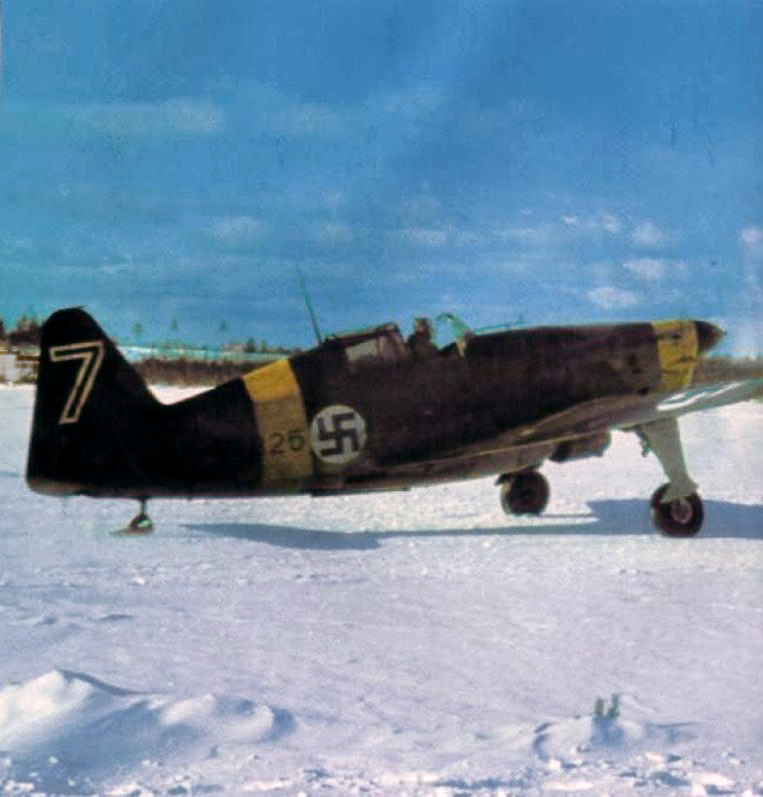
Finländsk Morane-Saulnier MS.406, MS-325 tillhörande 2/LeLv 28, vid Viitana, vintern 1941-1942

När Sovjet attackerade Finland 1939 donerade Frankrike 50 stycken MS.406-flygplan till Finland som krigshjälp. Dock kom bara 30 fram, resten konfiskerades av Tyskland. Maskinerna transporterades först till Malmö i lådor och monterades sedan ihop på Bulltofta flygplats av 5 franska mekaniker på några veckor. De flögs sedan till Finland av finska piloter i februari 1940. De finska piloterna flög planen via Västerås till Finland. Man hade tillstånd att mellanlanda på F6 Karlsborg, men bara 2 flygplan använde sig av tillståndet.
Under freden mellan vinterkriget och fortsättningskriget köptes mer än 57 Morane-Saulnierplan från Tyskland. De inköpta exemplaren var båda av modell 406 och 410. Maskinerna var inte renoverade. De första 10 maskinerna kom vid årsskiftet 1940/1941, ytterligare 10 stycken i juni till augusti 1941, 5 till flygplan i november och flera maskiner kom i omgångar från juli till oktober 1942. Totalt 32 maskiner kom under denna tid.
Sammanlagt hade Finland 87 Moranejaktplan, varav 76 stycken var modell 406 och 11 var modell 410. Dessa flygplan kom att användas på två flottiljer, flottilj 14 och 28.
Flygplanet var gillat av piloterna och fick smeknamnet Moraani. Planen fick nummerkoden MS-XXX.

### Finska modifieringar
MS.406:s egenskaper ansågs vara mycket bra när flygplanen kom i tjänst 1940. Flygplanet var stabilt och manövrerbart vilket ansågs vara bra för ensamflygning. Dock blev planet väldigt instabilt under avfyrning. Detta blev värre när det blev eldavbrott. HS-404-kanonen i motorn var väldigt opålitlig och brukade få eldavbrott efter att bara ha avfyrat en kort salva kulor. Och när det blev eldavbrott gav vapnet planet en kraftig knuff vilket gjorde planet mer instabilt och gjorde att piloten tappade fienden ur sikte. Ett annat problem var kanonens magasinkapacitet. HS-404 kunde bara ta ett 60 patroners trummagasin. Kanonens eldhastighet gjorde att detta magasin fick slut på ammunition efter drygt 5 sekunder. Dessa problem gjorde att Finland började söka efter en ersättare till HS-404-kanonen.
Det första försöket var att ersätta HS-404-kanonen med erövrade sovjetiska 12,7 mm Beresin UB-kulsprutor. Kulsprutan hade en hög eldhastighet av 1100 rpm och man fick plats med 200 patroner i magasinet. Dock visade det sig att Beresin UB kulsprutorna var lika opålitliga som HS-404-kanonen. Dock ansågs bytet till Beresinkulsprutan vara bra då ammunitionen till HS-404-kanonen började ta slut och ammunition till Beresin UB-kulsprutan fanns i massor efter alla ryska flygplan Finland sköt ner eller fångade.
Fyra Morane flygplan fick 12,7 mm Colt MG 53-2 kulsprutor monterade i motorn. 1943 fick ett Moraneplan, nummer MS-646, en 12,7 mm LKk/42 kulspruta monterad i motorn.

### Mörkö-Morane

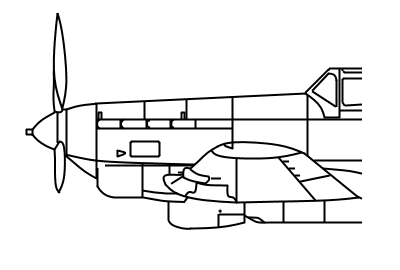
Mörkö-Morane med MS.406 vinge

Förutom vapnen hade Moraneplanen problem med radion som inte hade tillräcklig täckning och motorn var känslig för överhettning. Förutom vapen, motor och radio orsakade maskinens tryckluftssystem en hel del huvudvärk för flygmekanikerna.
Problemen kvarstod och planet ansågs vara helt föråldrat 1942 (vissa tyckte detta redan 1939). Med stora förluster i september 1942 föreslog flygöversten Richard Lorentz att man skulle lägga flygplanet på hyllan eller potentiellt uppgradera det med ny motor och beväpning. Finland var så desperata efter fungerande flygplan att man beslöt att inleda ett modifikationsprogram för att uppgradera alla Moraneplan till en ny standard. Man hade erövrat en hel del ryska Klimov M-105 och M-103-motorer från nedskjutna ryska flygplan. Klimovmotorn var en licenstillverkad version av den franska HS 12Y-motorn som redan satt i flygplanet. Valet föll på Klimov M-105P som hade 1 100 hästkrafter (820 kW) och den skulle monteras med en fullt justerbar propeller. Flygkroppen förstärktes och man försåg den nya motorn med en ny och mera aerodynamisk motorhuv. Man införde även en ny kylare som man tog från Bf 109. Dessa förändringar fick flygplanet att få en maxhastighet av 525 km/t (en ökning med 50 km/t) och en stighastighet mellan 17 och 25 meter per sekund beroende på höjd (en ökning med 7-15 m/s).  
Resultatet kom att kallas Mörkö-Moraani eller Mörkö-Morane (Mörkö är finska för Spöke) och ibland har flygplanet även kallats för LaGG-Morane på grund av flygplanens likheter.
Motorbeväpningen skulle uppgraderas till en tysk 20 mm MG 151/20 automatkanon. MG 151-kanonen var bältmatad och skulle ha 150 patroner i magasinet. Dock fick finnarna svårt att få tag på tillräckligt mycket MG 151:or och många av planen blev i början beväpnade med de gamla 12,7 mm Berezin UBS-kulsprutorna, minst ett exemplar fick även en 12,7 mm Colt MG 53-2-kulspruta.
Vingbeväpningen skiljde sig på olika Mörkö-Morane. Flygplan baserade på MS.406 behöll sina två trummagasinmatade kulsprutor medan flygplan baserade på MS.410 fick 50 extra patroner per bandledare på sina fyra bältmatade kulsprutor.
Det första exemplaret flög i februari 1943. Resultatet ansågs lyckat och det gav flygplanet nytt liv och finländarna ett nytt jaktplan som var jämförbart med de sovjetiska jaktplanen. Ursprungligen var det tänkt att alla 406:or och 410:or skulle uppgraderas så snart som möjligt, men när Fortsättningskriget tog slut år 1944 hade endast tre exemplar byggts om (inklusive den ursprungliga prototypen). Löjtnant Lars Hattinen (ett äss med 6 luftsegrar) vann tre av sina segrar med en Mörkö-Morane. En tid efter slutet av kriget hade man byggt om totalt 41 flygplan och dessa fungerade som avancerade skolflygplan fram till 1948.

## Andra versioner
MS.406:ans flygkropp användes även i ett antal andra projekt. MS.430 var ett tvåsitsigt skolflygplan som byggdes genom att man satte in en "plugg" i mitten för den pilot som skulle skolas och genom att man använde den betydligt svagare Salmson-motorn på 390 hk (290 kW). MS.435 var en mera kraftfull version med en Gnome-Rhône 9K-motor på  550 hk (410 kW).

## Användare

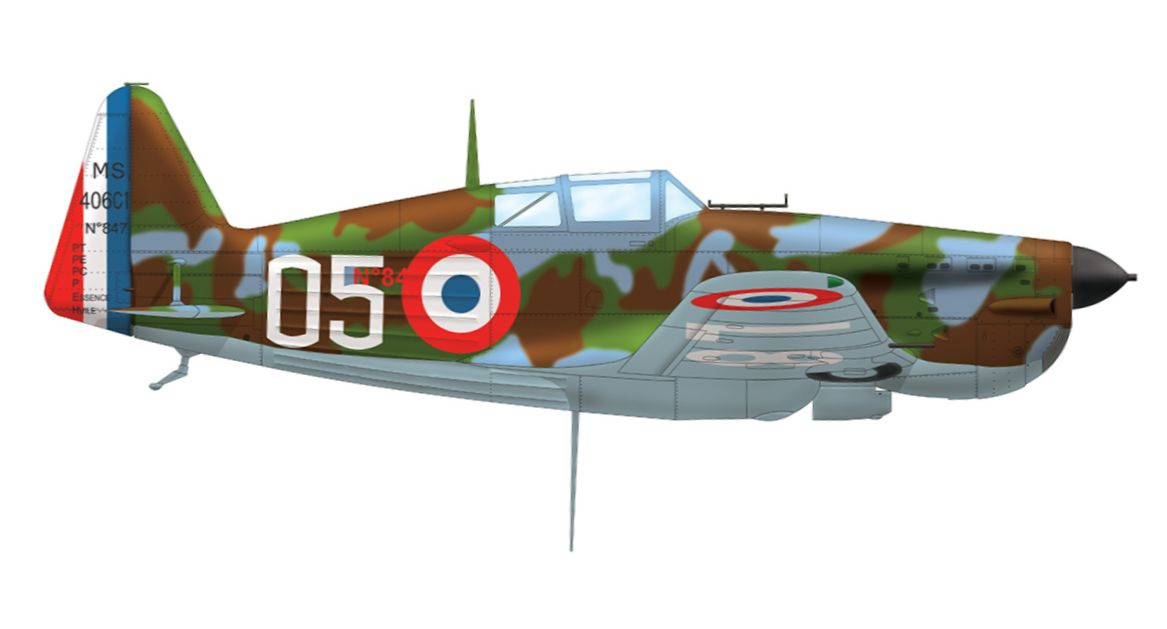
MS.406, GC I/6, 1940

- Finland
- Frankrike
- Italien
- Kroatien
- Schweiz
- Turkiet
- Tyskland